# David S. Rohde
David Stephenson Rohde, né en 1967, est un journaliste d'investigation américain pour le journal The New York Times. Il a reçu le prix Pulitzer à deux reprises, en 1996 pour sa couverture des évènements relatifs au massacre de Srebrenica, et en 2008 pour ses travaux en Afghanistan et au Pakistan.

## Enlèvement
En novembre 2008, alors qu'il effectuait des recherches en Afghanistan dans le cadre de l'écriture d'un livre, Rohde et deux de ses collaborateurs ont été pris en otage par des talibans. En juin 2009, après une captivité de sept mois et dix jours, Rohde et un de ses associés s'évadent et réussissent à atteindre un lieu sûr. L'autre associé s'évade un mois plus tard. 
Au cours de sa captivité, les collègues de Rohde au New York Times invitent les autres membres des médias à ne rien publier au sujet de cet enlèvement. Le blackout médiatique qui s'ensuit occasionnera plus tard un débat plus étendu sur la responsabilité liée à la couverture d'événements récents,,.
Le débat a également impliqué Wikipédia. Le New York Times a ainsi demandé à son cofondateur Jimmy Wales de maintenir le blackout sur Wikipédia en anglais, ce qu'il a fait à l'aide de divers administrateurs.